# Toward the Within
Toward The Within – pierwszy, i przez 19 lat jedyny, oficjalny album koncertowy zespołu Dead Can Dance (Brendana Perry'ego i Lisy Gerrard). Zawiera 15 utworów, z których tylko pięć znanych było z poprzednich albumów zespołu.

## Album

### Historia
Album nagrany został w listopadzie 1993 w Mayfair Theatre w Santa Monica, Kalifornia. Było to ostatnie duże wydarzenie w Mayfair Theatre, jakiś czas później został on uszkodzony w wyniku trzęsienia ziemi i musiał zostać zburzony. Koncert został wydany w październiku 1994 jako płyta kompaktowa, podwójna winylowa (mały nakład kolekcjonerski), kaseta magnetofonowa i wideo. Wideo, sfilmowane przez Marka Magdisona, zawiera także wywiady z Lisą Gerrard i Brendanem Perrym oraz teledysk do utworu „Yulunga (Spirit Dance)” złożony z fragmentów filmu Baraka. Ani płyta, ani wideo nie zawierają całego koncertu. Na płycie nie znalazł się „Gloridean” oraz utwór z napisów końcowych wideo, na wideo nie znalazła się „Persian Love Song” i koncertowe wykonanie „Yulunga (Spirit Dance)”.
W 2001 Toward the Within zostało wydane na DVD jako część boksu Dead Can Dance (1981–1998); wydanie DVD zawierało dodatkowo dyskografię, teledyski do utworów „Frontier”, „The Protagonist” i „The Carnival Is Over” oraz fragment filmu Baraka zatytułowany Calcutta Foragers/Homeless, w którym podkład muzyczny stanowił utwór „The Host of Seraphim”. W 2004 DVD ukazało się jako oddzielne wydawnictwo.

### Lista utworów
| 1.  | „Rakim”                           | 6:25    |
|     |                                   |         |
| 2.  | „Persian Love Song”               | 2:56    |
|     |                                   |         |
| 3.  | „Desert Song”                     | 4:20    |
|     |                                   |         |
| 4.  | „Yulunga (Spirit Dance)”          | 7:12    |
|     |                                   |         |
| 5.  | „Piece for Solo Flute”            | 3:34    |
|     |                                   |         |
| 6.  | „The Wind That Shakes the Barley” | 3:12    |
|     |                                   |         |
| 7.  | „I Am Stretched on Your Grave”    | 4:38    |
|     |                                   |         |
| 8.  | „I Can See Now”                   | 2:56    |
|     |                                   |         |
| 9.  | „American Dreaming”               | 4:55    |
|     |                                   |         |
| 10. | „Cantara”                         | 5:15    |
|     |                                   |         |
| 11. | „Oman”                            | 5:49    |
|     |                                   |         |
| 12. | „The Song of the Sibyl”           | 4:31    |
|     |                                   |         |
| 13. | „Tristan”                         | 1:48    |
|     |                                   |         |
| 14. | „Sanvean”                         | 4:05    |
|     |                                   |         |
| 15. | „Don't Fade Away”                 | 6:12    |
|     |                                   |         |
|     |                                   | 1:07:48 |
|     |                                   |         |

### Twórcy
- Lisa Gerrard – śpiew, yangqin, instrumenty perkusyjne
- Brendan Perry – śpiew, gitara 12-strunowa, irlandzkie buzuki, flażolet, instrumenty perkusyjne
- Robert Perry – dudy (uillean pipes), irlandzkie buzuki, flażolet, instrumenty perkusyjne
- John Bonnar – instrumenty klawiszowe, śpiew, instrumenty perkusyjne
- Ronan O'Snoriagh – instrumenty perkusyjne, śpiew
- Andrew Claxton – instrumenty klawiszowe
- Lance Hogan – gitara basowa, gitara 6-strunowa, instrumenty perkusyjne, śpiew

## Odbiór

### Opinie krytyków
| Oceny łączne         | Oceny łączne |
| Publikacja           | Ocena        |
| -------------------- | ------------ |
| Album of the Year    | 80/100       |
| Recenzje             |              |
| Publikacja           | Ocena        |
| AllMusic             | [ 3 ]        |
| Entertainment Weekly | C-           |
| Prog Archives        | 4.23/5.0     |
| RYM                  | 3.81/5       |
| Sputnikmusic         | 4.3/5        |
| Tylko Rock           | [ 8 ]        |

Według Neda Raggetta z AllMusic album Toward the Within, nagrany podczas występu w Los Angeles w ramach trasy koncertowej Into the Labyrinth  „pokazuje, że magia zespołu nie była po prostu czymś stworzonym w studiu. Obaj główni wykonawcy są po prostu w doskonałej formie, a ich umiejętności wokalne prawie nie zmniejszyły się z powodu rygorów trasy, jeśli w ogóle, brzmią jeszcze bardziej inspirująco”. Za plus albumu autor uznał „szeroki wachlarz instrumentów, który jest świadectwem wszechstronności grupy”, a także wokalne popisy Brendana Perry’ego z gitarą akustyczną, zwłaszcza w „American Dreaming” i „Don't Fade Away” oraz  Lisy Gerrard w połączonych „Tristan” i „Sanvean”.
Zdaniem Stevena Mirkina z Entertainment Weekly zespołowi „udaje się stworzyć przyjemne dla ucha, bliskowschodnie brzmienie, jednak Toward the Within to w większości nudna, drętwa rzecz”.
W ocenie Macieja Wesołowskiego z czasopisma Tylko Rock do najjaśniejszych punktów albumu należą utwory: „Cantara”, „The Song of the Sibyl” i „The Wind That Shakes the Barley” i „Sanvean”. natomiast większość z pozostałych, nowych utworów niw wytrzymuje – zdaniem autora – „porównania z deadcandance’owymi arcydziełami”. Spośród tych utworów wyróżnił on: „Rakim”, „American Dreaming” i „Don't Fade Away”.

### Listy sprzedaży
| Lista         | Kraj              | Pozycja |
| ------------- | ----------------- | ------- |
| Billboard 200 | Stany Zjednoczone | 131     |
| MegaCharts    | Holandia          | 76      |